# Heteria appendiculata
Heteria appendiculata là một loài ruồi trong họ Tachinidae.